# Воєгощанська сільська рада
Воєгощанська сільська рада — адміністративно-територіальна одиниця та орган місцевого самоврядування у Камінь-Каширському районі Волинської області з адміністративним центром у с. Воєгоща.

## Населені пункти
Сільській раді підпорядковані населені пункти:
- с. Воєгоща

## Населення
Згідно з переписом УРСР 1989 року чисельність наявного населення сільської ради становила 1417 осіб, з яких 708 чоловіків та 709 жінок.
За переписом населення України 2001 року в сільській раді мешкало 1560 осіб.

### Мова
Розподіл населення за рідною мовою за даними перепису 2001 року:
| Мова       | Відсоток |
| ---------- | -------- |
| українська | 99,74 %  |
| російська  | 0,19 %   |
| білоруська | 0,06 %   |

## Склад ради
Рада складається з 16 депутатів та голови.

## Керівний склад сільської ради
| ПІБ                     | Основні відомості                                                               | Дата обрання | Дата звільнення |
| ----------------------- | ------------------------------------------------------------------------------- | ------------ | --------------- |
| Остапук Василь Іванович | Сільський голова, 1958 року народження, освіта, безпартійний                    | 26.03.2006   | 31.10.2010      |
| Левчук Микола Адамович  | Сільський голова, 1962 року народження, освіта середня спеціальна, безпартійний | 31.10.2010   |                 |

Примітка: таблиця складена за даними джерела